# Torre Massorrà
Torre Massorrà és una obra de Sant Andreu de Llavaneres (Maresme) protegida com a Bé Cultural d'Interès Local.

## Descripció
Casa d'estil neoclàssic de planta quadrada amb coberta a dues vessants i cossos laterals amb terrassa amb coberta plana. Consta de planta baix i una planta pis, amb una planta superior a la part central. Es troba emplaçada en una parcel·la rectangular i envoltada d'uns jardins.
(Text procedent del POUM)

## Reclamació de la finca
L'any 2022 l'Ajuntament de Sant Andreu de Llavaneres anuncià que iniciava la reclamació de la finca perquè considerava que n'era propietari legítim. La torre havia de ser una escola pública el 1936, i l'11 d'agost d'aquell any, pocs dies després que esclatés la Guerra Civil espanyola, Ricard Martí Martí "va fer una donació pura, perfecta i irrevocable" de la seva finca per tal que el poble hi pogués tenir una escola, segons constava a un document davant de notari. En la donació hi constava la torre, la casa dels masovers, les cotxeres, i les terres, i a més, es comprometia a pagar-ne les reformes. Però quatre anys després, el 19 d'octubre del 1940, faria una segona donació, i canviaria el destinatari per fer-ho a l'exèrcit franquista. Des de llavors, i a excepció d'uns dies del 1942, quan hi van anar a passar les colònies uns infants de Madrid, fou utilitzada com a casa d'estiueig dels militars, en concret la casa d'estiueig de l'inspector general de l'exèrcit.